# Bruzolo
Bruzolo é uma comuna italiana da região do Piemonte, província de Turim, com cerca de 1.336 habitantes. Estende-se por uma área de 12 km², tendo uma densidade populacional de 111 hab/km². Faz fronteira com Usseglio, Condove, Chianocco, San Didero, San Giorio di Susa.

## Demografia
| Variação demográfica do município entre 1861 e 2011                               |
|                                                                                   |
| Fonte: Istituto Nazionale di Statistica (ISTAT) - Elaboração gráfica da Wikipedia |